# Harpactea lyciae
Harpactea lyciae är en spindelart som beskrevs av Brignoli 1978. Harpactea lyciae ingår i släktet Harpactea och familjen ringögonspindlar.
Artens utbredningsområde är Turkiet. Inga underarter finns listade i Catalogue of Life.